# ستيفن هوبهاوس
ستيفن هوبهاوس (بالإنجليزية: Stephen Hobhouse)‏ كان ناشط سلام بريطاني، مصلح سجون ،كاتبًا دينيًّا
ولد ستيفن هنري في بتكومب، سومرست، إنكلترا. وكان الابن الأكبر لهنري هوبهاوس (1854–1937) أحد ملاك الأراضي الأثرياء والنائب الليبرالي (1885-1906)، كلا الجانبين من عائلته تضم عددا من المصلحين والسياسيين
- في البرلمان، وكان والده وراء قانون التعليم لعام 1902.